# نیوا فومیو
فومیو نیوا ((به ژاپنی: 丹羽 文雄, Niwa Fumio); ۲۲ نوامبر ۱۹۰۴ – ۲۰ آوریل ۲۰۰۵) رمان‌نویس، و نویسنده اهل ژاپن بود.
وی همچنین برندهٔ جوایزی همچون نشان فرهنگ و شخص افتخار فرهنگ شده‌است.